# Freddie Frith
Frederick Lee „Freddie” Frith (ur. 30 maja 1909 w Grimsby, zm. 24 maja 1988) – brytyjski kierowca motocyklowy. Jego największymi osiągnięciami było dwukrotne zdobycie Mistrzostwa Europy w klasie 350 cm³, czterokrotne zwycięstwo w wyścigu Isle of Man TT oraz zdobycie mistrzostwa świata w kategorii 350 cm³ w inauguracyjnym sezonie w 1949 roku. Po zakończeniu sezonu 1949 zakończył karierę sportową, prowadził swój sklep motocyklowy w Grimsby.
Podczas drugiej wojny światowej służył jako instruktor nauki jazdy cross-country na motocyklu, dla oficerów w Kenswick.
Odznaczony Orderem Imperium Brytyjskiego IV klasy (OBE).

## Statystyki

### Poszczególne wyścigi
| Legenda oznaczeń w tabelach wyników Wyświetl szablon na nowej stronie | Legenda oznaczeń w tabelach wyników Wyświetl szablon na nowej stronie                                                                     |
| Oznaczenie                                                            | Wyjaśnienie |
| --------------------------------------------------------------------- | --- |
| Złoty                                                                 | Zwycięzca lub mistrzostwo |
| Srebrny                                                               | 2. miejsce lub wicemistrzostwo |
| Brązowy                                                               | 3. miejsce lub II wicemistrzostwo |
| Zielony                                                               | Ukończył, punktował (w klasyfikacji generalnej, gdy zdobył co najmniej jeden punkt na przestrzeni sezonu, poza trzema powyższymi opcjami) |
| Niebieski                                                             | Ukończył, nie punktował (w klasyfikacji generalnej, gdy nie zdobył co najmniej jednego punktu na przestrzeni sezonu)                      |
| Czerwony                                                              | Nie zakwalifikował się (NZ) |
| Czerwony                                                              | Nie prekwalifikował się (NPK) |
| Różowy                                                                | Nie ukończył (NU) |
| Różowy                                                                | Niesklasyfikowany (NS) (w klasyfikacji generalnej, gdy nie został sklasyfikowany w żadnym wyścigu sezonu)                                 |
| Czarny                                                                | Zdyskwalifikowany (DK) |
| Czarny                                                                | Wykluczony (WYK/EX) |
| Biały                                                                 | Nie wystartował (NW) |
| Biały                                                                 | Kontuzjowany (K/INJ) |
| Biały                                                                 | Wyścig odwołany (OD/C) |
| Bez koloru                                                            | Został wycofany (WYC/WD) |
| Bez koloru                                                            | Nie przybył (NP/DNA) |
| Bez koloru                                                            | Nie brał udziału w treningach (NT/DNP) |
| Bez koloru                                                            | Nie został zgłoszony (–) |
| Pogrubienie                                                           | Start z pole position |
| Kursywa                                                               | Najszybsze okrążenie wyścigu |
| †                                                                     | Nie ukończył, ale jego rezultat został zaliczony ze względu na przejechanie więcej niż 90% dystansu wyścigu.                              |
| *                                                                     | Sezon w trakcie |
| 1/2/3                                                                 | Punktowana pozycja w sprincie kwalifikacyjnym                                                                                             |
| Lista systemów punktacji Formuły 1                                    | |

| Sezon | Klasa   | Zespół    | Wyniki w poszczególnych eliminacjach | Wyniki w poszczególnych eliminacjach | Wyniki w poszczególnych eliminacjach | Wyniki w poszczególnych eliminacjach | Wyniki w poszczególnych eliminacjach | Wyniki w poszczególnych eliminacjach | Punkty | Pozycja |
| Sezon | Klasa   | Zespół    | IMN                                  | CHE                                  | NLD                                  | BEL                                  | ULS                                  | ITA                                  | Punkty | Pozycja |
| ----- | ------- | --------- | ------------------------------------ | ------------------------------------ | ------------------------------------ | ------------------------------------ | ------------------------------------ | ------------------------------------ | ------ | ------- |
| 1949  | 350 cm³ | Velocette | 1                                    | 1                                    | 1                                    | 1                                    | 1                                    |                                      | 1      | 33      |
| 1949  | 500 cm³ | Velocette | NS                                   | 5                                    |                                      |                                      |                                      |                                      | 11     | 5       |